# آنتونیو کلمبان
آنتونیو کلمبان (انگلیسی: Antonio Colomban; ۵ فوریهٔ ۱۹۳۲ – ۱۸ مهٔ ۲۰۲۰) بازیکن فوتبال اهل ایتالیا بود.
از باشگاه‌هایی که در آن بازی کرده‌است می‌توان به باشگاه فوتبال کالیاری و باشگاه فوتبال آ.ث. میلان اشاره کرد.